# 받침꽃과
받침꽃과(---科, 학명: Calycanthaceae 칼리칸타케아이[*])는 녹나무목의 과이다. 3속 11종의 목본식물로 이루어져 있으며, 식물을 포함하고 있으며, 주로 난온대 및 아열대 지역에 분포한다.
상록 교목인 우과나무를 제외하면 모두 낙엽성 관목이며, 방향성을 지닌다. 꽃은 희거나 붉으며, 꽃덮이가 나선형으로 난다.
자주받침꽃속(Calycanthus)은 동아시아와 북아메리카에 3종, 납매속(Chimonanthus)은 동아시아에 6종, 우과나무속(Idiospermum)은 오세아니아에 1종이 있다. 과거에 별개의 속으로 여겨졌던 함박꽃납매속(Sinocalycanthus)은 납매속에 병합되었다.

## 하위 분류
- 받침꽃아과(Calycanthoideae Burnett)
- 우과나무아과(Idiospermoideae Thorne)

## 계통 분류
2016년 APG IV 분류 체계에서는 받침꽃과를 목련군 녹나무목 아래에 분류하며, 이는 2009년 APG III 분류 체계, 2003년 APG II 분류 체계 및 1998년 APG 분류 체계의 분류와 동일하다.